# Барнс, Харви
Харви Луис Барнс (англ. Harvey Lewis Barnes; род. 9 декабря 1997, Бернли, Северо-Западная Англия) — английский футболист, вингер клуба «Ньюкасл Юнайтед». Сын профессионального футболиста Пола Барнса, известного по выступлениям в первом, втором и третьем дивизионах Англии. Барнс является воспитанником академии «Лестер Сити». До того, как закрепиться в основном составе своего клуба, он провёл несколько сезонов в аренде в клубах «Милтон-Кинс Донс», «Барнсли» и «Вест Бромвич Альбион». Барнс выступал за сборные Англии среди игроков до 18, до 20 и до 21 года, в 2020 году он дебютировал в национальной сборной Англии.

## Клубная карьера
Харви Барнс родился в Бернли, но детство его прошло в Каунтесторпе, графство Лестершир. Футболом он начал заниматься в раннем детстве, в академию футбольного клуба «Лестер Сити» был зачислен в возрасте восьми-девяти лет. Он хорошо проявил себя в клубной команде юношей до 18 лет, с которой в 2015 году дошёл до полуфинала Молодёжного кубка Англии. В сезоне 2015/2016 Барнс привлекался к играм команды до 21 года, продолжая выступать и в более младшей команде «Лестера». В 2016 году Харви выступал за команду «Лестера» на международном турнире по футболу «семь на семь» (HKFC Soccer Sevens), где его команда выиграла второй приз. В июне 2016 года Барнс заключил с «Лестер Сити» свой первый профессиональный контракт на три года.
В первой половине сезона 2016/2017 Барнс выступал за «Лестер» в Лиге профессионального развития и хорошо проявил себя там, забив пять голов и отдав пять голевых передач. Благодаря этому молодой футболист получил шанс сыграть за основную команду клуба. Его дебют состоялся 7 декабря 2016 года в матче Лиги чемпионов против «Порту», в котором Барнс на 76-й минуте заменил Дэнни Дринкуотера. Хотя встреча завершилась разгромным поражением «Лестера» со счётом 0:5, свой выход на поле в том матче Харви назвал огромным личным достижением.
20 января 2017 года Барнс был отдан в аренду до конца сезона клубу Лиги 1 «Милтон-Кинс Донс». На следующий день Харви дебютировал в составе «Донс» в матче против «Нортгемптон Таун», в котором на 76-й минуте вышел на замену, а через три минуты отметился забитым голом. Барнс провёл очень успешную вторую половину сезона 2016/2017, сыграв в Первой лиге 21 матч и забив шесть голов. По итогам сезона он был признан лучшим молодым игроком года в составе «Милтон Кинс Донс». Кроме того, Барнс был признан лучшим игроком сезона в команде «Лестера», игравшей в Лиге профессионального развития.
21 июля 2017 года «Лестер Сити» объявил о подписании с Барнсом нового контракта на четыре года. Комментируя заключение контракта, главный тренер «Лестер Сити» Крейг Шекспир заявил: «Он [Барнс] — яркий, одарённый парень с отличным отношением к делу и большим будущим. Мы рады, что это будущее связано с „Лестер Сити“». После яркой игры Барнса в сезоне 2016/2017 сразу несколько клубов обратились к руководству «Лестера» с предложениями об аренде игрока. 11 августа 2017 года Харви был отдан в аренду до конца сезона 2017/2018 клубу «Барнсли», выступающему в Чемпионшипе. Тренер «Барнсли» Пол Хекингботтом отметил: «Харви — действительно талантливый молодой игрок, и мы счастливы его прибытию на „Оуквелл“ [домашний стадион клуба]». Барнс дебютировал в новом клубе 12 августа в матче против «Ипсвич Таун», в котором вышел на замену на 80-й минуте. 26 августа в матче против «Сандерленда» он впервые сыграл в стартовом составе «Барнсли» и отметился первым забитым голом за клуб. Всего в составе «Барнсли» в Чемпионшипе Харви сыграл 23 матча, в которых забил 5 голов и отдал 4 голевые передачи. По итогам октября 2017 года он был признан лучшим игроком месяца в клубе.
1 января 2018 года «Лестер Сити» вернул Барнса из аренды. 6 января Харви вышел в стартовом составе на матч Кубка Англии против «Флитвуд Таун». 19 апреля Барнс дебютировал в Премьер-лиге, выйдя на замену в добавленное время матча с «Саутгемптоном».
24 июля 2018 года Барнс заключил с «Лестер Сити» новый контракт на четыре года. В тот же день он был отдан в аренду до конца сезона 2018/2019 клубу «Вест Бромвич Альбион» из Чемпионата Футбольной лиги. 4 августа он дебютировал в составе своей новой команды в матче против «Болтон Уондерерс» и отличился забитым голом. Барнс стал в «Вест Бромвиче» важным игроком основного состава, сыграв 26 матчей и забив 9 голов. 11 января 2019 года руководство «Лестера» приняло решение завершить аренду и вернуть игрока в распоряжение клуба. Во второй половине сезона 2018/19 Барнс сумел закрепиться в основном составе «Лестера» и сохранить его при нескольких тренерах. 20 апреля 2019 года в матче с «Вест Хэмом» он забил гол, ставший для него первым в составе «Лестера» и в Премьер-лиге. Всего Барнс сыграл 16 матчей, забил один гол и отдал две голевые передачи.
14 июня 2019 года Барнс заключил с «Лестером» новый пятилетний контракт. 24 августа 2019 года Харви забил победный для «Лестер Сити» гол в матче с «Шеффилд Юнайтед». Этот гол был признан лучшим голом месяца в Премьер-лиге.
23 июля 2023 года Барнс стал игроком «Ньюкасл Юнайтед», подписав пятилетний контракт, сумма трансфера предположительно составляет около 38 миллионов фунтов стерлингов. 12 августа он дебютировал в составе своей новой команды в матче против «Астон Виллы» и отличился первым забитым голом.

## Выступления за сборную
16 мая 2017 года Барнс был включён в состав сборной Англии, отправившейся на международный Турнир в Тулоне. Английская сборная была составлена из игроков юношеских и молодёжных команд (до 18, до 19 и до 20 лет), но костяк её составили игроки команды до 18 лет. Барнс дебютировал в сборной 29 мая в матче против молодёжной сборной Анголы, в котором вышел на замену на 58-й минуте. В следующем матче со сборной Кубы, состоявшемся 1 июня, Барнс забил два гола. Также дублем он отметился и в полуфинальном матче с командой Шотландии. Английская сборная выиграла Турнир в Тулоне, обыграв в финале в серии пенальти сборную Кот-д’Ивуара, причём Барнс реализовал один из пенальти. С четырьмя забитыми голами Барнс разделил звание лучшего бомбардира турнира с соотечественником Джорджем Херстом и ангольским футболистом Чику Банзой.
1 октября 2020 года Барнс впервые получил вызов во взрослую сборную Англии. 8 октября он дебютировал за сборную, выйдя на замену в товарищеском матче с командой Уэльса.

## Статистика выступлений
| Выступление          | Выступление      | Выступление      | Лига | Лига | Кубок Англии | Кубок Англии | Кубок лиги | Кубок лиги | Еврокубки | Еврокубки | Итого | Итого |
| Клуб                 | Лига             | Сезон            | Игры | Голы | Игры         | Голы         | Игры       | Голы       | Игры      | Голы      | Игры  | Голы  |
| -------------------- | ---------------- | ---------------- | ---- | ---- | ------------ | ------------ | ---------- | ---------- | --------- | --------- | ----- | ----- |
| Лестер Сити          | I                | 2016/17          | 0    | 0    | 0            | 0            | 0          | 0          | 1         | 0         | 1     | 0     |
| Милтон-Кинс Донс     | III              | 2016/17          | 21   | 6    | 0            | 0            | 0          | 0          | 0         | 0         | 21    | 6     |
| Барнсли              | II               | 2017/18          | 23   | 5    | 0            | 0            | 2          | 0          | 0         | 0         | 25    | 5     |
| Лестер Сити          | I                | 2017/18          | 3    | 0    | 2            | 0            | 0          | 0          | 0         | 0         | 5     | 0     |
| Вест Бромвич Альбион | II               | 2018/19          | 26   | 9    | 0            | 0            | 2          | 0          | 0         | 0         | 28    | 9     |
| Лестер Сити          | I                | 2018/19          | 16   | 1    | 0            | 0            | 0          | 0          | 0         | 0         | 16    | 1     |
| Лестер Сити          | I                | 2019/20          | 36   | 6    | 3            | 1            | 3          | 0          | 0         | 0         | 42    | 7     |
| Лестер Сити          | I                | 2020/21          | 25   | 9    | 2            | 1            | 0          | 0          | 8         | 3         | 35    | 13    |
| Лестер Сити          | I                | 2021/22          | 32   | 6    | 2            | 1            | 1          | 1          | 12        | 3         | 47    | 11    |
| Лестер Сити          | I                | 2022/23          | 34   | 13   | 2            | 0            | 4          | 0          | 0         | 0         | 40    | 13    |
| Лестер Сити          | Всего            | Всего            | 146  | 35   | 11           | 3            | 10         | 1          | 21        | 6         | 188   | 45    |
| Ньюкасл Юнайтед      | I                | 2023/24          | 12   | 4    | 1            | 0            | 0          | 0          | 1         | 0         | 14    | 4     |
| Всего за карьеру     | Всего за карьеру | Всего за карьеру | 228  | 59   | 12           | 3            | 13         | 1          | 22        | 6         | 275   | 69    |

## Достижения
«Лестер Сити»
- Обладатель Кубка Англии: 2020/21
- Обладатель Суперкубка Англии: 2021
- Обладатель Кубка Английской Лиги: 2024/25